# Pseudoxandra williamsii
Pseudoxandra williamsii, espintana, es una especie de planta con flor en la familia de las anonáceas.

## Hábitat
Es endémica de Perú. Es un arbusto o arbolito de dos localidades; la colección tipo vino de la cuenca del Huallaga y se recolecta en 1929; también se la conoce de los alrededores de la ciudad de Iquitos, en la cuenca del Itaya.

## Taxonomía
Pseudoxandra williamsii fue descrito por (R.E.Fr.) R.E.Fr. y publicado en Acta Horti Bergiani 12: 227. 1937.
Sinonimia
- Cremastosperma williamsii R.E.Fr.	basónimo